# Zimbabue en la Copa Mundial de Rugby
La Selección de rugby de Zimbabue participó en las dos primeras ediciones de la Copa del Mundo de Rugby. Zimbabue fue invita a Nueva Zelanda 1987 en lugar de Sudáfrica que tenía prohibido participar por su política del apartheid y por la misma razón no se le permitió jugar las eliminatorias para Inglaterra 1991, Zimbabue ganó el cupo de África en esa ocasión.
Los Sables nunca consiguieron avanzar a cuartos de final siendo eliminados en primera fase en ambos torneos y no volvieron a clasificar a un Mundial hasta 2027, relegado hasta esa fecha por los sorprendentes Éléphants en 1995 y la posterior Namibia entre 1999 y 2023.

## Nueva Zelanda 1987

### Participación

#### Grupo D
| Equipo   | Jug. | Gan. | Emp. | Perd. | A favor | En contra | Puntos |
| -------- | ---- | ---- | ---- | ----- | ------- | --------- | ------ |
| Francia  | 3    | 2    | 1    | 0     | 145     | 44        | 5      |
| Escocia  | 3    | 2    | 1    | 0     | 135     | 69        | 5      |
| Rumania  | 3    | 1    | 0    | 2     | 61      | 130       | 2      |
| Zimbabue | 3    | 0    | 0    | 3     | 53      | 151       | 0      |

## Inglaterra 1991

### Participación

#### Grupo B
| Equipo   | Gan. | Emp. | Per. | A favor | En contra | Puntos |
| -------- | ---- | ---- | ---- | ------- | --------- | ------ |
| Escocia  | 3    | 0    | 0    | 122     | 36        | 9      |
| Irlanda  | 2    | 0    | 1    | 102     | 51        | 7      |
| Japón    | 1    | 0    | 2    | 77      | 87        | 5      |
| Zimbabue | 0    | 0    | 3    | 31      | 158       | 3      |